# 季達
48°13′8″N 22°34′28″E / 48.21889°N 22.57444°E
季達（烏克蘭語：Дийда），是烏克蘭西部的村莊，隸屬外喀爾巴阡州的貝雷霍韋區。該村始建於1356年，面積2.1平方公里，海拔高度110米，2001年人口2,013，人口密度每平方公里958.57人。